# Jessie Cave
Pour les articles homonymes, voir Jessie et Cave.
Jessie Cave, née le 5 mai 1987 à Londres, est une actrice, écrivaine et caricaturiste britannique.

## Biographie
Jessica Alice Cave Lloyd alias, Jessie Cave, naît le 5 mai 1987 à Londres en Angleterre. Son père travaillait comme médecin généraliste. Sa mère, Déborah, est la fille de l'ancien secrétaire aux finances de Hong Kong, Sir Philip Haddon-Cave (en).
Elle a quatre frères et sœurs : trois frères et une sœur, également actrice nommée Bebe Cave (en). L'un de ses frères, prénommé Benjamin 'Ben' Haddon-Cave, meurt accidentellement électrocuté en mars 2019.
Ancienne nageuse et joueuse de tennis nationale, elle prend des cours d'illustration et d'animation à l'Université Kingston de Londres. Sa carrière professionnelle de tennis a été écourtée par une blessure quand elle avait 15 ans.
Avec divers petits boulots en coulisses dans quelques théâtres, Jessie Cave décide de s'orienter vers la comédie quelques années après avoir étudié à la Royal Academy of Dramatic Art.

## Carrière

### Actrice
À 19 ans, elle est recrutée par une agence dans le but de gagner un peu d'argent. Lors de sa troisième audition, elle est choisie parmi 7 000 prétendantes pour interpréter Lavande Brown, la petite amie de Ron Weasley dans Harry Potter et le Prince de sang-mêlé (2009) au cinéma,. Pendant son audition avec Rupert Grint, elle improvise et le fait rire, ce qu'elle considère être la raison pour laquelle elle fut choisie pour le rôle.
En 2012, elle obtient le rôle de l'orpheline Biddy dans De grandes espérances de Mike Newell. Puis, elle est à l'affiche de la série Glue (2014) réalisée par Jack Thorne et obtient de petits rôles dans Call the Midwife et Trollied (en).
Elle apparaît dans le film Tale of Tales de Matteo Garrone, dans lequel elle interprète Fenizia la compagne de Jonah.
Son premier stand-up, Bookworm, se penchait sur les fans « fous furieux » d'Harry Potter rencontrés lorsqu'elle jouait dans la franchise. En 2018, son stand-up humoristique Sunrise joué à Édimbourg est listé parmi les 10 meilleurs spectacles comiques de 2018 par The Guardian. Il est également listé dans les 10 meilleurs spectacles humoristiques en 2018 par Evening Standard. Le spectacle se base sur sa vie de mère célibataire, deux ans après son premier spectacle, I Loved Her, qui racontait sa vie avec son compagnon de l'époque (et père de ses enfants), Alfie Brown.
Elle joue aussi au théâtre, participant à la pièce Arcadia présentée à West End en 2009.

### Caricaturiste, podcaster et écrivaine
Créatrice de son propre site internet, pindippy.com, elle y poste des dessins, y vend des tee-shirts avec ses créations et poste des vidéos avec ses anciennes co-stars d'Harry Potter, Katie Leung et Georgina Leonidas. Elle sort également un livre de ses dessins publiés en ligne, le 2 juillet 2015 chez Ebury Publishing, appelé Lovesick. Ces dessins ont également été transformés en forme de cartes de vœux,.
Elle a aussi créé une gamme de pantalons de harem style boho-chic colorés, appelés « Cave Pants ».
Plus récemment, Jessie Cave a continué à produire ses dessins humoristiques caractéristiques qui utilisent le comique d'observation et la vulnérabilité. Elle et sa sœur, l'actrice Bebe Cave, ont commencé un podcast en 2020, nommé « We Can't Talk About That Right Now », un nom inspiré par leur voyage dans le monde et du deuil après avoir perdu leur frère Benjamin en 2019.
Fin juin 2021, elle sort son premier livre intitulé Sunset. Son roman est une comédie vive et réfléchie sur la sororité, la solitude et les secondes chances d'une jeune femme sans racines qui commence à recoller les morceaux de sa vie.

## Vie privée
Depuis janvier 2014, elle est en couple avec l’acteur Alfie Brown, qui est également le fils du compositeur Steve Brown (en) et de l'actrice et imitatrice Jan Ravens (en),.
Ensemble, ils ont eu un fils prénommé Donnie, né le 3 octobre 2014 et une fille prénommée Margot, née le 11 juillet 2016. En juin 2020, elle annonce sur Instagram être enceinte de son troisième enfant. Elle donne naissance à un garçon prénommé Abraham, le 21 octobre 2020.
En décembre 2021, elle annonce attendre son quatrième enfant avec son compagnon. En février 2022, l'actrice a été testée positif au COVID-19 alors qu'elle était enceinte de son quatrième enfant. Le mois suivant, leur quatrième enfant et troisième fils nommé Becker vient au monde.
En août 2018, lors de son émission Sunrise, elle a révélé qu'elle avait été violée par son entraîneur de tennis à l'âge de 14 ans. Elle évoque  son expérience du viol à l'adolescence durant ces émissions et son podcast.
Jessie Cave annonce se définir comme végétalienne.

## Théâtre
- 2009 : Arcadia, mise en scène de David Leveaux (en), Duke of York's Theatre (en), Londres : Thomasina Coverly[33]
- 2010 : Breed, mise en scène de Tim Roseman, Theatre 503, Londres : Liv[34]
- 2011 : The Killing Moon, mise en scène de Helen Broughton, Theatre 503, Londres : Amanda
- 2012 : Mary Rose (play) (en), mise en scène de Matthew Parker, Riverside Studios, Londres : Mary Rose

## Filmographie

### Cinéma

#### Longs métrages
- 2008 : Cœur d'encre de Iain Softley : Water Nymph
- 2009 : Harry Potter et le Prince de sang-mêlé de David Yates : Lavande Brown
- 2010 : The Science of Cool
- 2010 : Harry Potter et les reliques de la mort - partie 1 de David Yates : Lavande Brown
- 2011 : Harry Potter et les reliques de la mort - partie 2 de David Yates : Lavande Brown
- 2012 : De grandes espérances de Mike Newell : Biddy
- 2014 : Pride de Matthew Warchus : Zoe
- 2015 : Tale of Tales de Matteo Garrone : Fenizia
- 2017 : Modern Life Is Rubbish (film) de Daniel Gill : Kerry
- 2018 : Benjamin de Simon Amstell : Martha

#### Court métrage
- 2013 : Knightmare : Theodora Snitch

### Télévision

#### Téléfilms
- 2008 : Summerhill de Jon East : Stella
- 2013 : Medics de Dominic Brigstocke : Millie
- 2015 : High & Dry Blap de Dave Lambert : Susan
- 2016 : Porridge de Dominic Brigstocke : Karen

#### Séries télévisées
- 2007 : Cranford de Simon Curtis et Steve Hudson : une villageoise (1 épisode- non crédité)
- 2011 : Sadie J de Robert Evans : Hermione (saison 1, épisode 4)
- 2012 : Grandma's House  de Simon Amstell et Dan Swimer (en) : Zazzy (saison 2, épisode 6)
- 2013 : Wizards vs. Aliens  de Russell T Davies et Phil Ford : Alicia Ferguson (saison 2, épisodes 9 et 10)
- 2013 : Pramface  de Chris Reddy : Angela (saison 2, épisode 1)
- 2013 : Coming Up : Denise (saison 11, épisode 2)
- 2014 : The Job Lot  de Claire Downes, Stuart Lane et Ian Jarvis : Ann-Marie Bonner (saison 2, épisode 3)
- 2014 : Glue  de Jack Thorne : Annie (rôle principal - 8 épisodes)
- 2014 : Give Out Girls : George (saison 1, épisode 5)
- 2014 : Cardinal Burns : Various (saison 2, épisode 5)
- 2015-2018 : Trollied (en) : Heather (rôle principal - 15 épisodes)
- 2016 : Call the Midwife  de Heidi Thomas (en) : Connie Manley (saison 5, épisode 2)
- 2017 : Loaded  de Ian Fitzgibbon (en) : Rachel Cooper (saison 1, épisode 6)
- 2017 : The Rebel : Steph (saison 2, épisode 2)
- 2017 : Black Mirror de Charlie Brooker : Edna (épisode Pendez le DJ)
- 2018 : Père Brown (en) de Rachel Flowerday et Tahsin Guner : Pandora Pott (saison 6, épisode 3)
- 2020 : Industry de Mickey Down et Konrad Kay : Bobby (saison 1, épisode 2)
- depuis 2021 :  Buffering (en) de Iain Stirling (en) et Steve Bugeja : Rosie (rôle principal - 8 épisodes)
- 2022 : The Baby (TV series) (en) de Lucy Gaymer et Siân Robins-Grace :  Amy (épisode 3)
- 2022 : Miss Scarlet, détective privée (en) de Rachael New : Hattie Parker (rôle récurrent - saison 2, 5 épisodes)
- 2022 : Am I Being Unreasonable? (en) de Daisy May Cooper (en) et Selin Hizli (en) : Amber (saison 1, épisode 2)

### Réalisation
- 2015 : Amen (court-métrage) - également scénariste

### Doublage
- 2009 : Harry Potter et le Prince de Sang-Mêlé (Jeu vidéo) : Lavande Brown
- 2011 : Harry Potter et les Reliques de la mort partie 2 (Jeu vidéo) : Lavande Brown

## Voix françaises
En France, Jessica Monceau et Zina Khakhoulia sont les voix françaises ayant le plus doublé Jessie Cave.
En France
| - Jessica Monceau dans : - Harry Potter et le Prince de sang-mêlé - Harry Potter et les Reliques de la Mort, partie 1 - Harry Potter et les Reliques de la Mort, partie 2 - Zina Khakhoulia dans : - Modern Life Is Rubbish - Loaded (série télévisée) | Et aussi - Soizic Fonjallaz dans Industry (série télévisée) - Émilie Marié dans Miss Scarlet, détective privée (en) (série télévisée) |